# Rallye Monte Carlo 2003
Rallye Monte Carlo 2003 byla úvodní soutěží mistrovství světa v rallye 2003. Soutěž byla pořádána ve dnech 24. až 26. ledna a trať měřila 415,02 km rozdělených do 14 rychlostních zkoušek. Zvítězil zde Sébastien Loeb s vozem Citroën Xsara WRC

## Průběh soutěže
Zpočátku vedl Marcus Grönholm s vozem Peugeot 206 WRC. Na druhé pozici se držel Colin McRae s další xsarou. Třetí pozici vybojoval Petter Solberg s vozem Subaru Impreza WRC. Až na čtvrté pozici se drřel Loeb. V druhém testu odstoupil Toni Gardemeister, kterému vypověděl službu motor jeho vozu Škoda Octavia WRC. Druhý jezdec týmu Škoda Motorsport Didier Auriol byl desátý. Devátý byl Roman Kresta se soukromým peugeotem. Třetí test vyhrál Loeb, který stáhl ztrátu na Solberga. Ve čtvrtém opět zvítězil Grönholm a upevnil svůj náskok v čele. Solberg ve třetím testu poškodil kolo a ve čtvrtém při havárii chladič. Pátou pozici držel Richard Burns. Několik sekund ztratil př jezdecké chybě i McRae. V pátém testu havarovali Solberg a Tommi Mäkinen. To znamenalo, že ze hry byl celý Subaru World Rally Team. Test vyhrál Loeb, který se posunul na druhou pozici. Druhý čas zde zajel i Carlos Sainz. Grönholm byl po drobné kolizi třetí, ale stále zůstával ve vedení. Ve večerním úseku zajeli Loeb i McRae stejný čas. Na třetí pozici je doplnil týmový kolega Sainz.
V druhé etapě pořád vyhrával Loeb před McRaem. Oba tak stahovali náskok Grönholma. Když se soutěž přesunula na severní svahy, objevil se na tratích sníh. Kvůli němu havarovali Mikko Hirvonen a Freddy Loix. Havaroval i grönholm, který opravou ztratil hodně času. Na dalším úseku sice zajel čtvrtý čas, ale do vedení se tak dostal Loeb. Za ním byli McRae, Sainz a Markko Märtin. Kresta byl na sedmé pozici a Auriol po problémech s převodovkou na desáté.
Ve třetí etapě se na prvním místě držel Loeb a na druhém McRae. O třetí pozici bojovali Sainz a Märtin. Nejprve Sainz poškodil brzdy a propadl se na čtvrtou pozici. Märtin ale vzápětí havaroval a tak se Sainz opět posunul na třetí místo. Kresta v závěru zvolil špatné pneumatiky a propadl se na desáté místo.

## Výsledky
1. Sebastien Loeb, Daniel Elena - Citroën Xsara WRC
2. Colin McRae, Ringer - Citroën Xsara WRC
3. Carlos Sainz, Marc Martí - Citroën Xsara WRC
4. Markko Märtin, Michael Park - Ford Focus RS WRC
5. Richard Burns, Robert Reid - Peugeot 206 WRC
6. Robert, Bedon - Peugeot 206 WRC
7. Francois Duval, Fortin - Ford Focus RS WRC
8. Armin Schwarz, Hiemer - Hyundai Accent WRC
9. Didier Auriol, Denis Giraudet - Škoda Octavia WRC
10. Roman Kresta, jan Tománek - Peugeot 206 WRC